# Cyclotorna diplocentra
Cyclotorna diplocentra là một loài bướm đêm thuộc họ Cyclotornidae. Nó được tìm thấy ở Úc, bao gồm New South Wales và Queensland.